# Kombinat

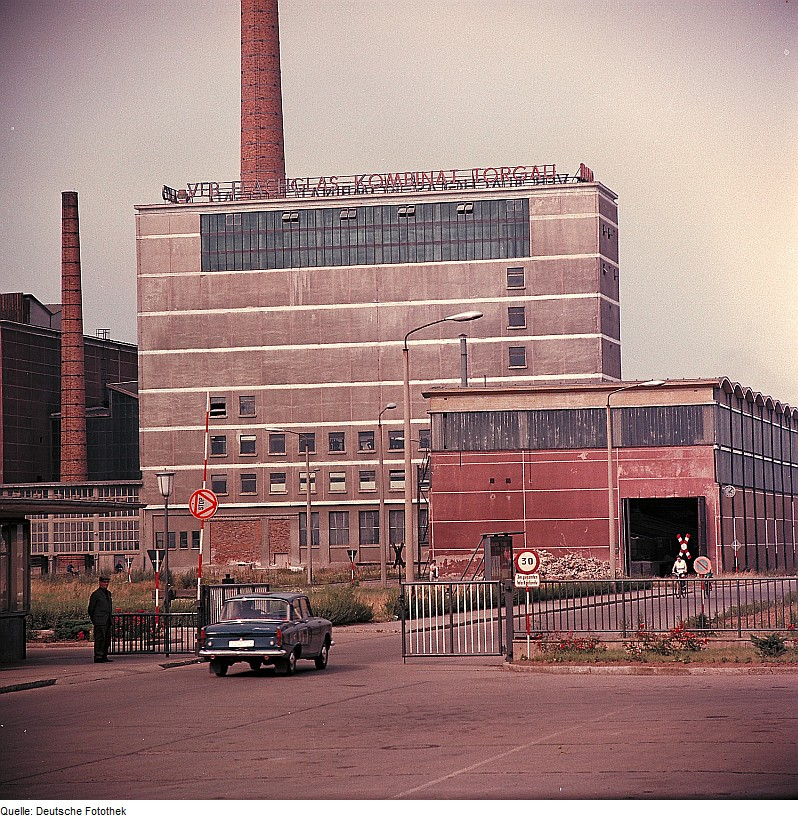
VEB Flachglaskombinat Torgau (1969)

Een kombinat (Russisch: Комбинат; van het Latijnse combinatus; "aaneengesloten"; van combino; "verbinden, samenvoegen") was een term waarmee staatsconcerns (industriële groepen of conglomeraten) werden aangeduid in de centraal geleide economieën van het Oostblok; van de DDR tot de Sovjet-Unie en de Volksrepubliek Mongolië. Deze verenigingen van productiebedrijven 'van het volk' waren over het algemeen geen onafhankelijk rechtspersoon, maar werden bestuurd vanuit de bedrijfsraad van een van de bedrijven in het kombinat, vaak vanuit het grootste bedrijf. Kombinats kenden vaak horizontale en/of verticale integratie en verenigden meerdere soortgelijke activiteiten.
In het kombinat waren productie, onderzoek, ontwikkeling en afzet van een bedrijfstak aaneengesloten. Deze structuur moest zorgen voor een versterkte regionalisering en voor een verbeterde, gecentraliseerde sturing van de productieprocessen.

## Kombinatsleiding
Aan het hoofd van een kombinat stond een algemeen directeur, die vaak tegelijkertijd ook de directeur van het belangrijkste bedrijf binnen het kombinat was. De leiding van het kombinaat bestond verder uit plaatsvervangende directeuren, technische directeuren en hoofden van de verschillende delen en productielijnen.
Kombinats zijn in verschillende landen, waaronder Rusland, nog steeds een bedrijfsvorm.